# FTV道路交通情報
『FTV道路交通情報』（FTVどうろこうつうじょうほう）とは、1987年4月6日から1997年3月28日まで福島テレビで放送された交通情報番組。交通規制などの情報をボードを使って伝えていた。一時期は朝や週末にも放送されていた。ちなみにオープニングに使われていた映像は、福島駅前にあるあづま陸橋付近を映したものである。

## 放送時間
- 朝 6:55 - 7:00
- 昼 11:25 - 11:30
- 週末 9:55 - 10:00

## 後番組
- 朝枠 『FNN World Uplink』放送開始に伴い終了。
- 昼枠 『ほっとスポット』（1997年3月31日 - 2007年9月28日）